# Andrzej Grzybowski (okulista)
Andrzej Edward Grzybowski (ur. 19 października 1968) – polski okulista, profesor nauk medycznych, profesor zwyczajny i pracownik naukowy Katedry Okulistyki Uniwersytetu Warmińsko-Mazurskiego w Olsztynie.

## Życiorys
Dyplom lekarski zdobył na Akademii Medycznej w Poznaniu (od 2007 roku Uniwersytet Medyczny). 
Stopień doktorski uzyskał w 1997 roku na podstawie pracy pt. Badania in vitro mechanizmów antyoksydacyjnych ludzkich komórek mezotelium otrzewnowego w wybranych warunkach dializy otrzewnowej. W 2003 roku uzyskał dyplom Master of Business Administration (MBA) na poznańskiej Akademii Ekonomicznej. Habilitował się w 2010 roku na Uniwersytecie Medycznym w Łodzi na podstawie oceny dorobku naukowego i pracy pod tytułem Polski dorobek naukowy XIX wieku w zakresie badań anatomii, fizjologii oraz patologii siatkówki (recenzentami byli m.in.: Krystyna Pecold i Zbigniew Zagórski). Tytuł naukowy profesora nauk medycznych uzyskał w 2018 roku.
W latach 2008–2017 był ordynatorem oddziału okulistycznego w poznańskim Szpitalu Miejskim (przy ul. Szwajcarskiej). Pracował jako adiunkt w Katedrze Historii Nauk Medycznych poznańskiego Uniwersytetu Medycznego. Wykładał także na Wydziale Fizyki UAM. W okresie 2010–2015 był konsultantem wojewódzkim w dziedzinie okulistyki dla województwa wielkopolskiego. Był kierownikiem Katedry Okulistyki Uniwersytetu Warmińsko-Mazurskiego w Olsztynie w latach 2012-2023. Jest wykładowcą w Europejskiej Szkole Zaawansowanych Studiów Okulistycznych (ang. European School for Advanced Studies in Ophthalmology, ESASO) w szwajcarskim Lugano.
Zainteresowania kliniczne i badawcze A. Grzybowskiego dotyczą m.in. chirurgii przedniego odcinka oka, schorzeń siatkówki, okulistyki dziecięcej, neurookulistyki oraz historii okulistyki, neurologii i dermatologii. 

## Publikacje i praca redakcyjna
Swoje prace publikował w czasopismach krajowych i zagranicznych, m.in. w „Ophthalmology" oraz „New England Journal of Medicine". Jest autorem i współautorem ponad 500 artykułów naukowych drukowanych w recenzowanych czasopismach, głównie zagranicznych o IF wynoszącym ponad 1000.  
Jest współautorem i redaktorem następujących książek:
- OCT in Central Nervous System Diseases: The Eye as a Window to the Brain, red. Grzybowski A., Barboni P., Springer 2016[10].
- Opieka okulistyczna nad pacjentem z cukrzycą – wybrane doświadczenia międzynarodowe, red. A. Grzybowski, Fundacja Wspierania Rozwoju Okulistyki, Poznań 2016.
- Lekarze – Patroni ulic w Wielkopolsce. Słownik biograficzny, red. Grzybowski A., Fundacja Wspierania Rozwoju Okulistyki, Poznań 2017.
- Endophthalmitis in Clinical Practice, Flynn Jr. H.W., Batra N.R., Schwartz S.G., Grzybowski A., Springer 2018.
- podręcznik Okulistyka, red. A. Grzybowski, Edra Urban & Partner, Wrocław 2018.
- Current Concepts in Ophthalmology, red. A. Grzybowski, Springer 2019.
- OCT and Imaging in Central Nervous System Diseases, red. Grzybowski A., Barboni P., Springer 2020
- Artificial Intelligence in Ophthalmology 1st ed. 2021 Red, Grzybowski A. Springer 2021.[11]
- OCT and Imaging in Central Nervous System Diseases. The Eye as a Window to the Brain, 3rd ed. red. Grzybowski A., Barboni P., Springer 2025.[12]

Jest redaktorem naczelnym czasopism: „Archiwum Historii i Filozofii Medycyny" oraz „Historia Ophthalmologica Internationalis". 
Członek szeregu redakcji czasopism medycznych, m.in.: „American Journal of Ophthalmology", „Acta Ophthalmologica", „PLOS ONE", „Graefe's Archive for Clinical and Experimental Ophthalmology", „Translational Vision Science and Technology" (TVST), „BMC Ophthalmology", „Clinics in Dermatology", „Journal of Clinical Medicine", „Frontiers in Neurology", „Current Pharmaceutical Design", „Annals of Eye Science", „Open Ophthalmology Journal", „Medicines", „Ophthalmology and Therapy", „Saudi Journal of Ophthalmology" oraz „Asia-Pacific Journal of Ophthalmology".
Należy do wielu towarzystw medycznych: Polskiego Towarzystwa Okulistycznego, Europejskiego Towarzystwa Badań Narządu Wzroku (EVER; członek zarządu oraz przewodniczący sekcji zaćmy i soczewki w kadencji 2018–2023, prezes w latach 2023-2024), Europejskiego Towarzystwa Chirurgii Zaćmy i Chirurgii Refrakcyjnej (kurator ESCRS Archive), Europejskiej Akademii Okulistyki (European Academy of Ophthalmology, członkostwo dożywotnie; skarbnik w latach 2019–2023), Amerykańskiej Akademii Okulistyki (ang. American Academy of Ophthalmology, AAO; członek komitetów: Global Alliance, Museum of Vision oraz Myopia Control Task Force) oraz Polskiego Towarzystwa Historii i Filozofii Medycyny (prezes od 2017). 
Recenzent projektów naukowych dla: College of Optometry (Londyn), Innovation and Technology Support Programme (Hongkong), Netherlands Organisation for Scientific Research, National Medical Research Council (Singapur), Slovenian Research Agency, Japan Agency for Medical Research oraz Health Research Council of New Zealand.

## Badania nad wykorzystaniem sztucznej inteligencji w okulistyce
W 2021 roku prof. Grzybowski wydał książkę pt. „Artificial Intelligence in Ophthalmology”, która jest pierwszym tak kompleksowym opracowaniem dotyczącym roli AI w nowoczesnej okulistyce. W 2024 roku pozycja ta doczekała się tłumaczenia chińskiego. Poza tym w 2024 roku opublikował ponad 20 publikacji w tematyce SI. 
Jest pierwszą osobą w Polsce, która podjęła się prowadzenia badań w zakresie wykrywania retinopatii cukrzycowej przy użyciu sztucznej inteligencji, a jego projekt jest jednym z największych w Europie.  
W 2024 roku założył International AI in Ophthalmology Society. Jest to towarzystwo, którego celem jest integracja zarówno pracowników ochrony zdrowia, jak i informatyków, aby dzielić się ważnymi inicjatywami, wiedzą naukową oraz praktycznymi zastosowaniami sztucznej inteligencji w okulistyce, jak również wspieranie regulacji prawnych chroniących odpowiedzialne wprowadzenie AI do opieki zdrowotnej. 

## Działalność pozanaukowa
W latach 1998–2001 był wiceprezydentem Poznania do spraw służby zdrowia (w latach 2002–2006 był ponadto przewodniczącym Komisji Zdrowia i Polityki Społecznej Rady Miasta Poznania). Jest założycielem fundacji Familijny Poznań (obecnie Ogólnopolski Operator Oświaty) oraz Fundacji Wspierania Rozwoju Okulistyki „Okulistyka 21” (zał. 2012). 
Był współzałożycielem (w 2016 r.) związku pracodawców Pracodawcy Ambulatoryjnej Opieki Specjalistycznej (od 2016 – prezes) oraz współzałożycielem (w 2011 r.) Polskiej Federacji Pracodawców Ochrony Zdrowia, gdzie pełni funkcję prezydenta (od 2011).
Był ponadto współzałożycielem (w 2003 r.) i prezesem (w latach 2003–2015) Wielkopolskiego Związku Pracodawców Ochrony Zdrowia.

## Odznaczenia i nagrody
W 2021 podczas konferencji Amerykańskiej Akademii Okulistycznej w Nowym Orleanie (USA) otrzymał nagrodę Founders' Award Międzynarodowego Towarzystwa Chirurgii Refrakcyjnej (ISRS). 
W 2021 otrzymał nagrodę za znaczące osiągnięcia w zakresie działalności naukowej w latach 2018-2019 od Ministra Edukacji i Nauki. 
Jest jedynym okulistą z Polski w rankingu TOP 2% najlepszych naukowców na świecie opracowanym przez Uniwersytet Stanforda w USA w 2020 roku. W 2024 roku ponownie znalazł się na tej liście jako jeden z najbardziej wpływowych badaczy z całego świata. W 2024 roku (za okres do 2022 roku) został umieszczony w rankingu ScholarGPS jako jeden z 0,05% naukowców o największym wpływie na rozwój światowej nauki. Został tam najwyżej sklasyfikowanym Polakiem w dziedzinie okulistyki, a w swojej specjalizacji – leczeniu zaćmy – zajął 3. miejsce na świecie. Uwzględniając wszystkie dziedziny medycyny wśród polskich badaczy, prof. Grzybowski uplasował się na 2. miejscu. W 2024 i 2025 roku znalazł się na liście najbardziej wpływowych okulistów według prestiżowego rankingu The Ophthalmologist Power List.  
Odznaczony Brązowym (2005) i Srebrnym (2011) Krzyżem Zasługi oraz Krzyżem Kawalerskim (2014) i Oficerskim (2022) Orderu Odrodzenia Polski. 
W ramach Amerykańskiej Akademii Okulistyki (AAO) otrzymał Achievement Award (2017) oraz International Scholar Award (2018). Od Amerykańskiego Towarzystwa Historii Dermatologii otrzymał: II Nagrodę im. Zakona (2008) oraz dwukrotnie I Nagrodę im. Zakona (2009, 2010). Posiada ponadto Medal Międzynarodowego Stowarzyszenia Okulistów w Bombaju (2014), członkostwo honorowe Hinduskiego Towarzystwa Okulistycznego ACOIN (2015), Złoty Medal Hinduskiego Towarzystwa Wszczepów Wewnątrzgałkowych i Chirurgii Refrakcyjnej (IIRSI Special Gold Medal Intraocular Implant & Refractive Society India, 2016) oraz Achievement Award od Asia-Pacific Academy of Ophthalmology (2018). W 2025 roku otrzymał Nagrodę Uznania od Egipskiego Towarzystwa Okulistycznego oraz Rady Okulistycznej Bliskiego Wschodu i Afryki (MEACO) za wybitne osiągnięcia naukowe.
Ponadto otrzymał m.in. Medal Akademii Medycznej w Poznaniu (1993), Złotego Eskulapa (2000 r.; za prywatyzację ośrodków dziennej opieki medycznej) oraz Nagrodę Grzegorza Pałki (2001 r., za prywatyzację medycznych ośrodków opieki dziennej i innowacyjnych programów wspierających).
W 2022 został członkiem Academia Europaea.